# 懷特山
懷特山（英語：White Massif）是南極洲的山峰，位於麥克羅伯特森地，處於湯森山東北面6公里，屬於查爾斯王子山脈中阿拉米斯山脈的一部分，根據澳大利亞探險隊拍攝的空中照片繪入地圖，現時由南極條約體系管理。